# Tallahassee Democrat
Tallahassee Democrat jsou americké noviny, vydávané ve městě Tallahassee na Floridě a kromě okresu Leon distribuované také v přilehlých severofloridských okresech Gadsden, Jefferson a Wakulla. Noviny vlastní společnost Gannett Co., Inc., která vlastní i řadu dalších floridských novin, včetně Pensacola News Journal, Fort Myers News-Press a Florida Today. První číslo vyšlo 3. března 1905 pod názvem Weekly True Democrat. Zakladatelem byl tiskař a novinář John G. Collins. Ten později noviny prodal. V letech 1912 až 1913 vycházely pod názvem Semi-Weekly True Democrat, 1914 až 1915 jako Weekly True Democrat a následně až do roku 1949 pod názvem The Daily Democrat. V letech 1965 až 2005 byla vlastníkem novin společnost Knight Ridder, od které je následně získala společnost Gannett.